# Церковь Николы на Липне
Церковь Нико́лы на Ли́пне — православный храм на острове Липно в дельте реки Мсты, в 9 км к югу от Великого Новгорода. Памятник новгородского каменного зодчества конца XIII века. Остров имеет статус охраняемой природной территории.
Главный престол освящён во имя Николая Чудотворца, придел — во имя святого Климента. Богослужения совершают 1—2 раза в год.

## История

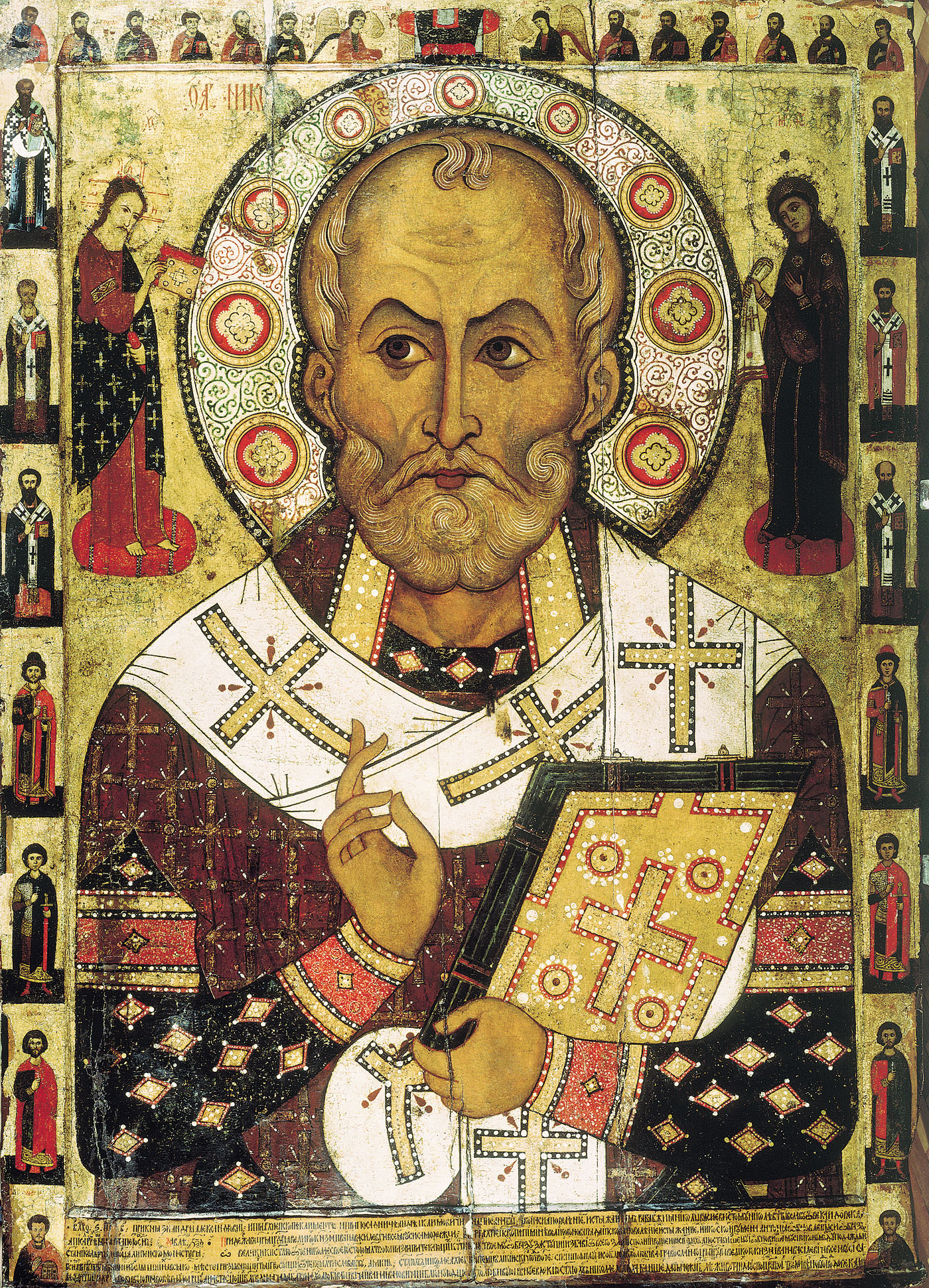
«Никола Липенский» — храмовая икона 1294 года

Строительство храма началось в 1292 году по заказу новгородского архиепископа Климента. Церковь была заложена в восьми километрах к югу от Великого Новгорода, на острове Липно, на берегу реки Плотницы в дельте Мсты.
По преданию, там в 1113 году была обретена икона Николая Чудотворца, писаная на круглой доске, от которой исцелился новгородский князь Мстислав Владимирович. Вероятно, в ознаменование этого события там вскоре после 1113 года был основан монастырь и выстроена деревянная церковь (точных данных об этом нет, в летописях сообщается лишь, что церковь была построена в монастыре).
Каменный храм, заложенный в 1292 году (и завершённый, скорее всего, два года спустя), наряду со строившейся одновременно церковью на Щирковой улице считается первым известным документально храмом из камня, построенным в Новгородской республике после монгольского нашествия на Русь.
При строительстве храма зодчие ориентировались на одну из последних домонгольских церквей — церковь Рождества в Перынском скиту, которая, в свою очередь, является новгородской переработкой принципов смоленской архитектуры. Это такой же квадратный в плане, крестовокупольный, четырёхстолпный, одноглавый и одноабсидный храм, только более крупный и широкий (10×10 м). Лопатки на трёхлопастном фасаде присутствуют только на углах. Первоначально фасады не были оштукатурены, стены были сложены из плитняка и ракушечника разных размеров и оттенков. Арки над окнами были выложены из брускового кирпича тёмного цвета (раньше строили из плинфы и известняка). Над западным входом в храм находится ниша, в которой раньше были фрески. В верхней части барабана, над «бровками» окон и под трёхлопастными абрисами фасадов располагаются аркатурные пояса, аналоги которых, по мнению некоторых исследователей, следует искать в романской (или переходной романо-готической) архитектуре Ливонии. Кроме того, храм оформлен небольшими нишами с каменными рельефными крестами.
Интерьер церкви имеет ряд особенностей. Нижняя часть западной пары столбов, поддерживающих подпружные арки, сделана шестигранной, а верхняя крестчатой. Восточные столбы также имеют крестчатое сечение вверху и прямоугольное внизу, удобное для установки иконостаса. На хоры из юго-западного угла вела открытая лестница (ранее их делали внутристенными).
Церковь была расписана фресками в 1293—1294 году. При расчистке от позднейших масляных записей в 1930 году были обнаружены несколько хорошо сохранившихся фресок. На восточных столбах располагалась композиция «Благовещение», над входом в диаконник — сюжет «Три отрока в пещи огненной».
В 1764 году монастырь был упразднён, впоследствии трапезная и церковь Святой Троицы были разобраны для ремонта Сковородского монастыря. В XIX веке церковь Николы на Липне пришла в запустение, богослужения в ней совершались редко.
После революции 1917 года храм был закрыт и сильно обветшал. Тогда же была снесена двухъярусная колокольня.
Во время Великой Отечественной войны на острове располагался наблюдательный пункт советских войск, по временам подвергавшийся обстрелу немецкими войсками, отстоявшими в 6 км, на западном берегу озера Ильмень — реки Волхов, в результате чего храм потерпел значительные утраты, сохранились только 65 % кладки.

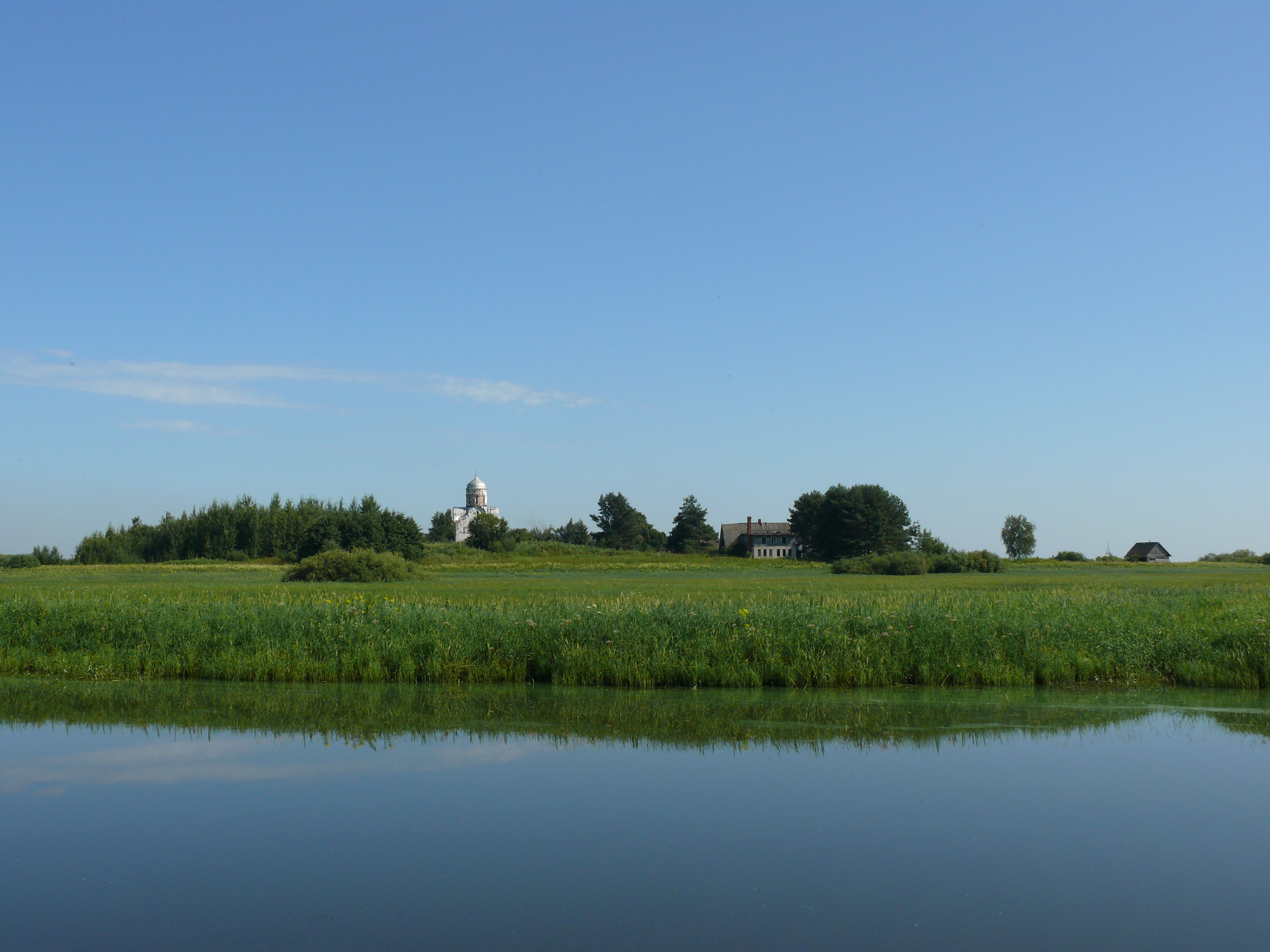
Вид на остров Липно и церковь
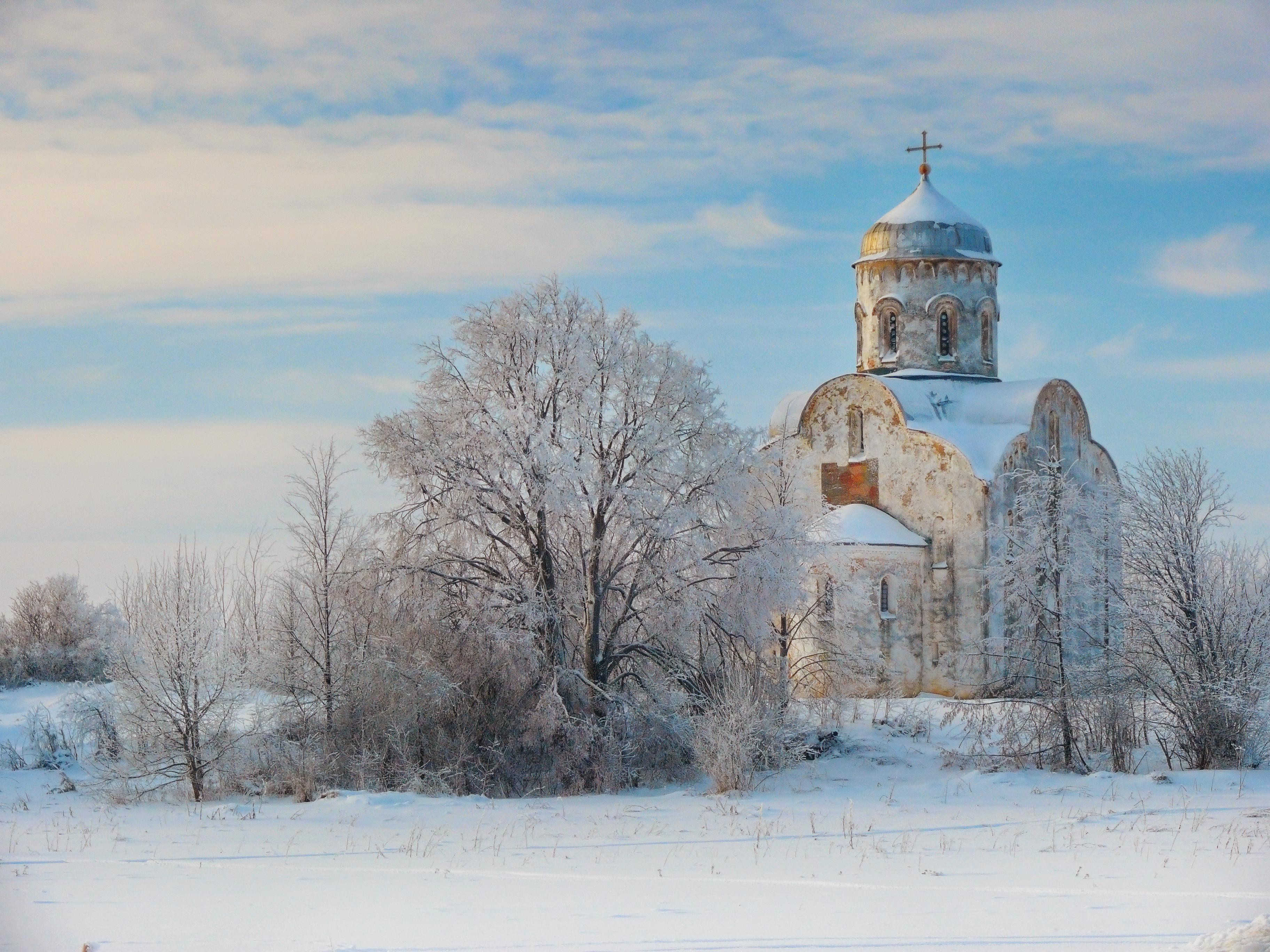
Церковь зимой
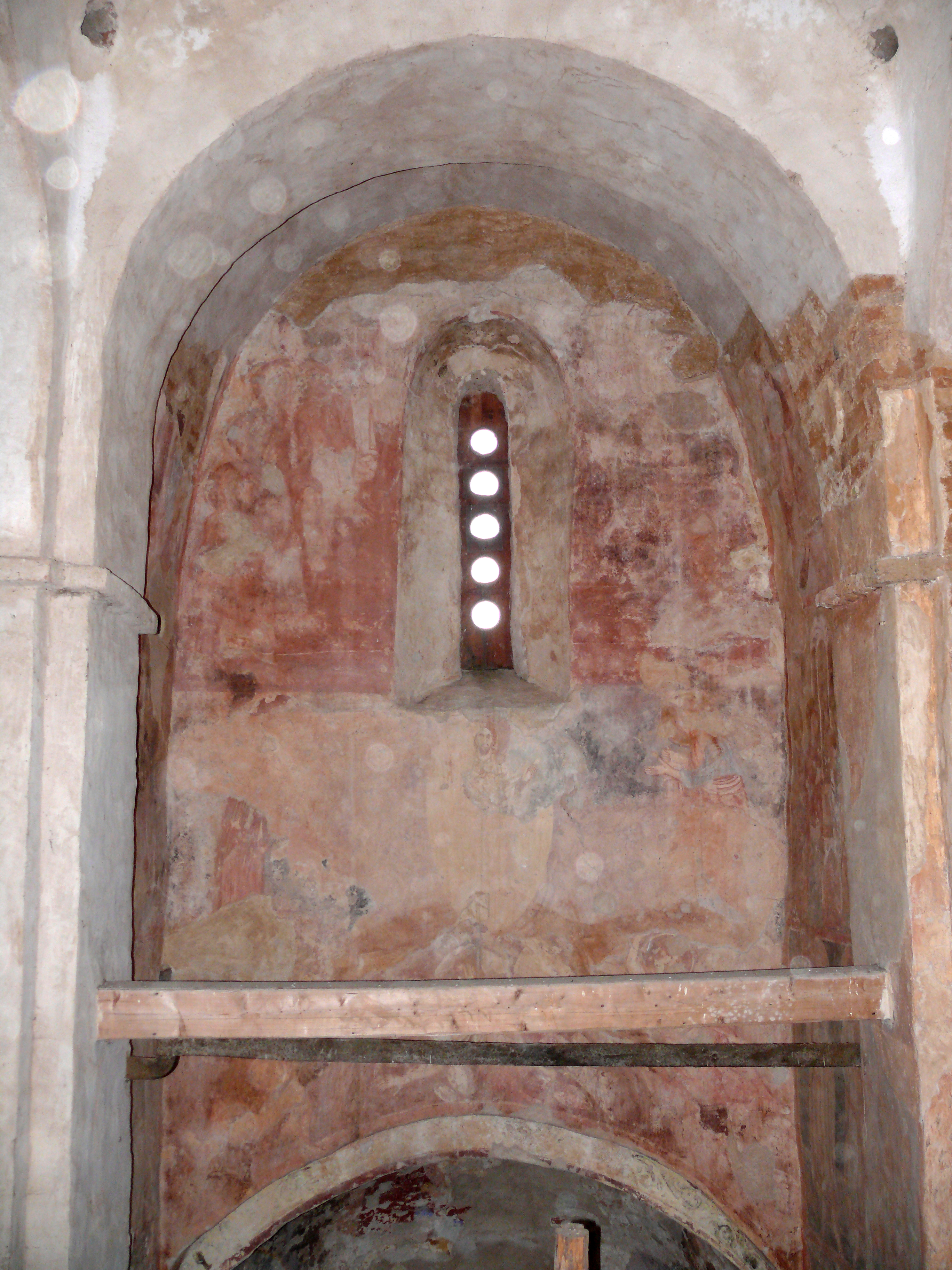
Роспись в средней части алтаря
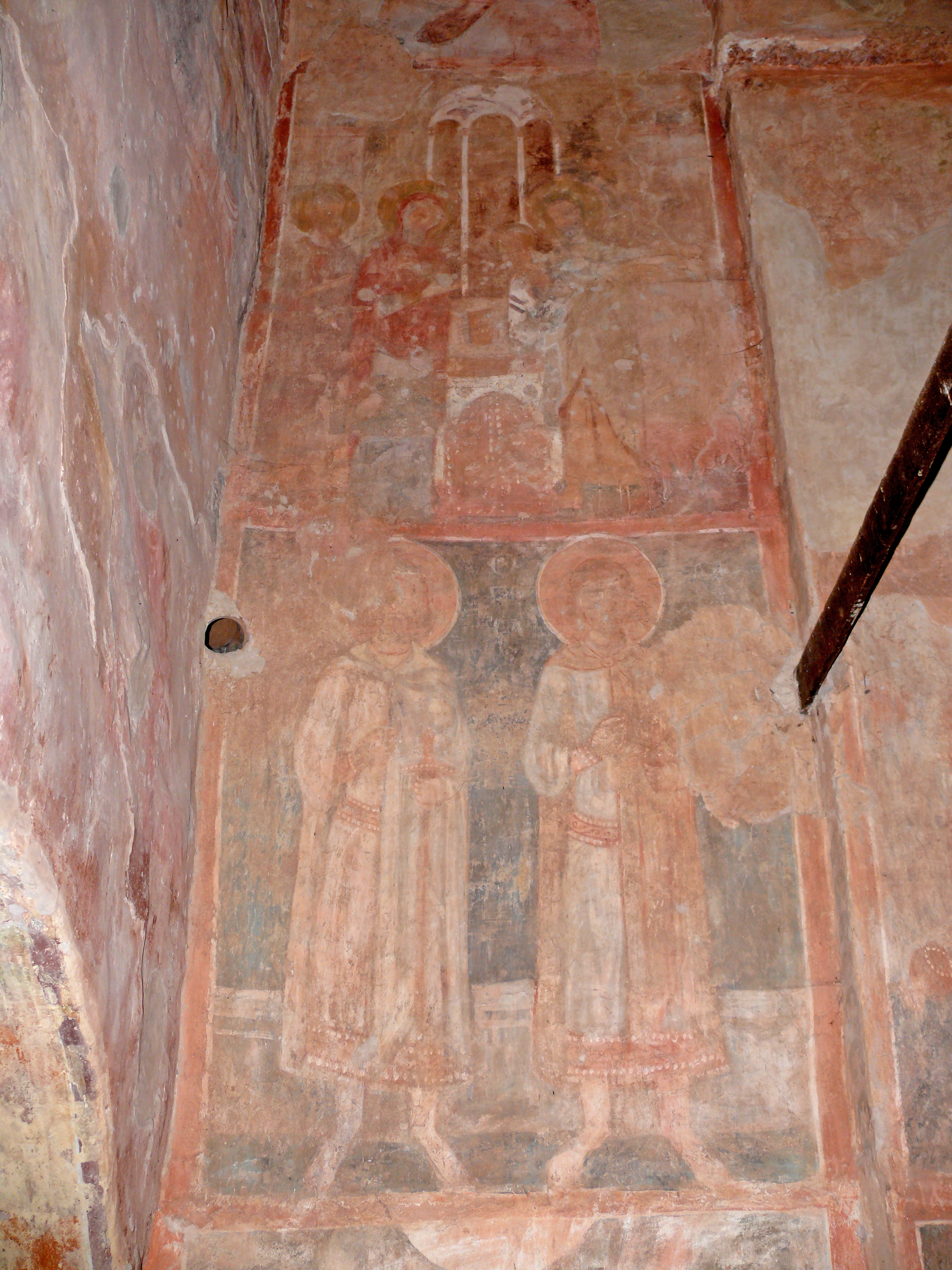
Роспись в правой части алтаря

## Сохранение памятника
В 1945 году реставраторы специальной проектно-реставрационной мастерской под руководством Сергея Давыдова провели работу над фресками, а в 1954—1956 годах была проведена капитальная реставрация храма, и ему был возвращён первоначальный вид (руководила работами Любовь Шуляк, при участии и консультациях П. Н. Максимова).
После посещения церкви В. Путиным и Д. Медведевым 10 сентября 2016 года было дано поручение о реставрации и была выделена целевая субсидия на разработку проектно-сметной документации на реставрацию этого памятника. В декабре 2016 года был выполнен проект реставрации, прошедший согласование в 2017 году.
Работы по реставрации храма начались в 2017 году и завершились в 2019-м. В 2021 году на рождественской службе в храме присутствовал Президент России, подаривший ему икону «Господь Вседержитель».